# Analyse des détenteurs d'enjeux
 (octobre 2024).
Si vous disposez d'ouvrages ou d'articles de référence ou si vous connaissez des sites web de qualité traitant du thème abordé ici, merci de compléter l'article en donnant les références utiles à sa vérifiabilité et en les liant à la section « Notes et références ».
 (mars 2014).
L'analyse des détenteurs d'enjeux est une méthode systématique de collecte et d'analyse de données qualitatives utilisée dans la résolution de conflits, l'administration des affaires, la santé environnementale, la prise de décision, la gestion de projet ou encore l'écologie industrielle. Cette méthode permet de déterminer le rôle et les intérêts des différentes parties concernées lors de la formulation ou de la mise en œuvre d'une politique ou d'une réforme.
Pour étudier ou modifier une politique, il est courant de considérer le point de vue des parties prenantes impliquées dans ces changements. L'analyse des détenteurs d'enjeux peut s'appliquer à des réformes passées, présentes ou futures. Cette méthode prend en compte le potentiel de changement de position des détenteurs d'enjeux au fil du temps. Toutefois, l'analyse des détenteurs d'enjeux n'a généralement pas de sens si la politique à étudier ou à mettre en œuvre n'est pas clairement définie au préalable.
Les détenteurs d'enjeux sont presque infinis en nombre et leur position varie en fonction du sujet traité et du moment. Cette méthode vise à prendre en compte les opinions et les intérêts de chaque partie prenante lors de la formulation de politiques dans l'objectif de garantir une meilleure prise de décision.

## Choix des acteurs à étudier
L'analyse des détenteurs d'enjeux est souvent critiquée pour l'absence de discussion sur la sélection des acteurs à inclure ou à exclure. La clarification des critères d'inclusion et d'exclusion de manière transparente est déterminante pour une analyse correcte. Les chercheurs doivent s'efforcer de couvrir tout le spectre des acteurs ayant quelque chose à gagner ou à perdre dans la réforme. Les producteurs de médicaments, les agents de santé, les cadres et différents groupes d'utilisateurs sont autant d'exemples d'acteurs potentiels, en fonction du sujet étudié.
Plusieurs approches sont proposées pour classer les acteurs : 
Kingdon et Lemieux ont proposé de les diviser en quatre groupes: représentants officiels élus, représentants officiels nommés, membres de groupes détenteurs d'enjeux et individus. Varvasovszky et Brugha suggèrent que le critère minimum de variabilité est d'inclure au moins des acteurs qui soutiennent et des acteurs qui s'opposent à la réforme. Ainsi que de considérer le niveau des intervenants, du local au global, et les différents domaines de décision, chacun comportant ses propres contraintes. Holloway avance trois critères pour identifier des acteurs: le titre ou la fonction reflétant une implication directe dans la politique concernée, les contributions publiques préexistantes dans le dialogue autour de la politique et les acteurs identifiés comme pertinents par un informateur. 
De manière générale, une analyse adéquate des détenteurs d'enjeux correspond à une variabilité maximale des acteurs et un équilibre entre les acteurs importants et ceux qui ont peu de pouvoir ou d'intérêt dans la problématique étudiée.

## Quelles dimensions à étudier?
L'analyse des détenteurs d'enjeux est une méthode d'étude visant à comprendre le rôle des acteurs dans la formulation ou la mise en œuvre d'une politique ou d'une réforme, que ce soit de manière prospective ou rétrospective. Cette analyse considère différentes dimensions du rôle des acteurs, notamment leur position par rapport au problème étudié et leur pouvoir d'influence sur le cours des choses. La matrice de Mendelow, qui combine ces deux dimensions, permet de définir l'importance à accorder à chaque acteur. Cette approche peut être utilisée pour étudier l'évolution de la position et de l'influence des acteurs dans le temps ou en fonction des paramètres du contexte. Schmeer propose un tableau plus détaillé pour étudier les différentes dimensions du rôle des acteurs.
Tableau 1 Matrice de Mendelow Pouvoir / Intérêt 1991 in Pfeifle et Campos 2008
|                | Intérêt Faible      | Intérêt Élevé     |
| Pouvoir Faible | Effort minimal      | À garder informés |
| Pouvoir Élevé  | À garder satisfaits | Acteurs clés      |

En fonction de la question de recherche, certaines dimensions du rôle des acteurs peuvent être plus importantes à étudier que d'autres. Il est important de noter que tous les acteurs ne sont pas actifs à tous les stades du processus politique, et que leur influence peut varier au fil du temps en fonction du contexte, du contenu ou du processus de la réforme. Pour chaque acteur, il est nécessaire de répondre à un certain nombre de questions pour chaque moment du cycle de réforme (mise à l’agenda, formulation, mise en œuvre) : quelle est son opinion ? quelle est sa capacité à soutenir ou à bloquer la réforme ? quel rôle pourrait-il jouer ? comment exerce-t-il une pression sur le processus ? quelle est la force de son influence ? Pour évaluer la position et l’influence des acteurs, une échelle peut être utilisée, comme par exemple : limité, significatif, important. Il est également important d'examiner les éléments du contexte, du contenu ou du processus qui expliquent leur position et de déterminer quels éléments pourraient modifier leur opinion ou leur influence.